# Saint-Génard
Pour les articles homonymes, voir Génard.
Saint-Génard est une ancienne commune du Centre-Ouest de la France située dans le département des Deux-Sèvres en région Nouvelle-Aquitaine.

## Géographie
La commune de Saint-Génard possède un habitat éparpillé en plusieurs hameaux essentiellement situés le long des cours d'eau : la Marseillaise, la Berlande.

## Histoire
Le village principal s'appelait primitivement Nossay (villa Nauciacus). Il fut le berceau d'une famille de la noblesse poitevine bien attestée dès le XIIe siècle, les de Nossay seigneurs de Mont (château ruiné situé non loin du village).
Le nom de Saint-Génard vient de l'église paroissiale : on est passé progressivement, au cours des siècles, de « Nossay » à « Saint-Génard-de-Nossay » puis à « Saint-Génard » tout court.
L'église se trouve en pleine campagne, à environ 500 mètres du village. Il s'agit probablement à l'origine de l'ermitage du dénommé saint Génard, fondé à l'époque mérovingienne. Une vaste nécropole s'est constituée autour de ce sanctuaire à l'époque carolingienne. Puis un prieuré de l'abbaye de Nouaillé-Maupertuis a été installé au milieu du cimetière ancien, à côté du sanctuaire. Ce prieuré a été détruit lors des guerres de religion. L'église actuelle, de style roman, date probablement du XIIe siècle et contient deux gisants du XVe siècle.
Le 1er janvier 2019, les communes de Pouffonds et de Saint-Génard fusionnent pour donner naissance à la commune nouvelle de Marcillé dont la création est actée le 6 juillet 2018.

## Politique et administration
| Période   | Période       | Identité          | Étiquette | Qualité |
| --------- | ------------- | ----------------- | --------- | ------- |
| mars 2001 | réélu en 2008 | Jean-Pierre Morin |           |         |

## Démographie
À partir du XXIe siècle, les recensements réels des communes de moins de 10 000 habitants ont lieu tous les cinq ans. Pour Saint-Génard, cela correspond à 2004, 2009, 2014, etc. Les autres dates de « recensements » (2006, etc.) sont des estimations légales.
| 1793 | 1800 | 1806 | 1821 | 1831 | 1836 | 1841 | 1846 | 1851 |
| ---- | ---- | ---- | ---- | ---- | ---- | ---- | ---- | ---- |
| 499  | 522  | 515  | 732  | 598  | 658  | 604  | 616  | 600  |

| 1856 | 1861 | 1866 | 1872 | 1876 | 1881 | 1886 | 1891 | 1896 |
| ---- | ---- | ---- | ---- | ---- | ---- | ---- | ---- | ---- |
| 601  | 595  | 607  | 551  | 561  | 598  | 599  | 603  | 562  |

| 1901 | 1906 | 1911 | 1921 | 1926 | 1931 | 1936 | 1946 | 1954 |
| ---- | ---- | ---- | ---- | ---- | ---- | ---- | ---- | ---- |
| 528  | 507  | 510  | 461  | 453  | 446  | 425  | 435  | 406  |

| 1962 | 1968 | 1975 | 1982 | 1990 | 1999 | 2004 | 2006 | 2009 |
| ---- | ---- | ---- | ---- | ---- | ---- | ---- | ---- | ---- |
| 397  | 365  | 340  | 308  | 325  | 330  | 340  | 322  | 350  |

| 2014 | 2016 | - | - | - | - | - | - | - |
| ---- | ---- | - | - | - | - | - | - | - |
| 349  | 355  | - | - | - | - | - | - | - |

## Lieux et monuments
- Église Saint-Génard de Saint-Génard. L'édifice a été classé au titre des monuments historique en 1907[6].

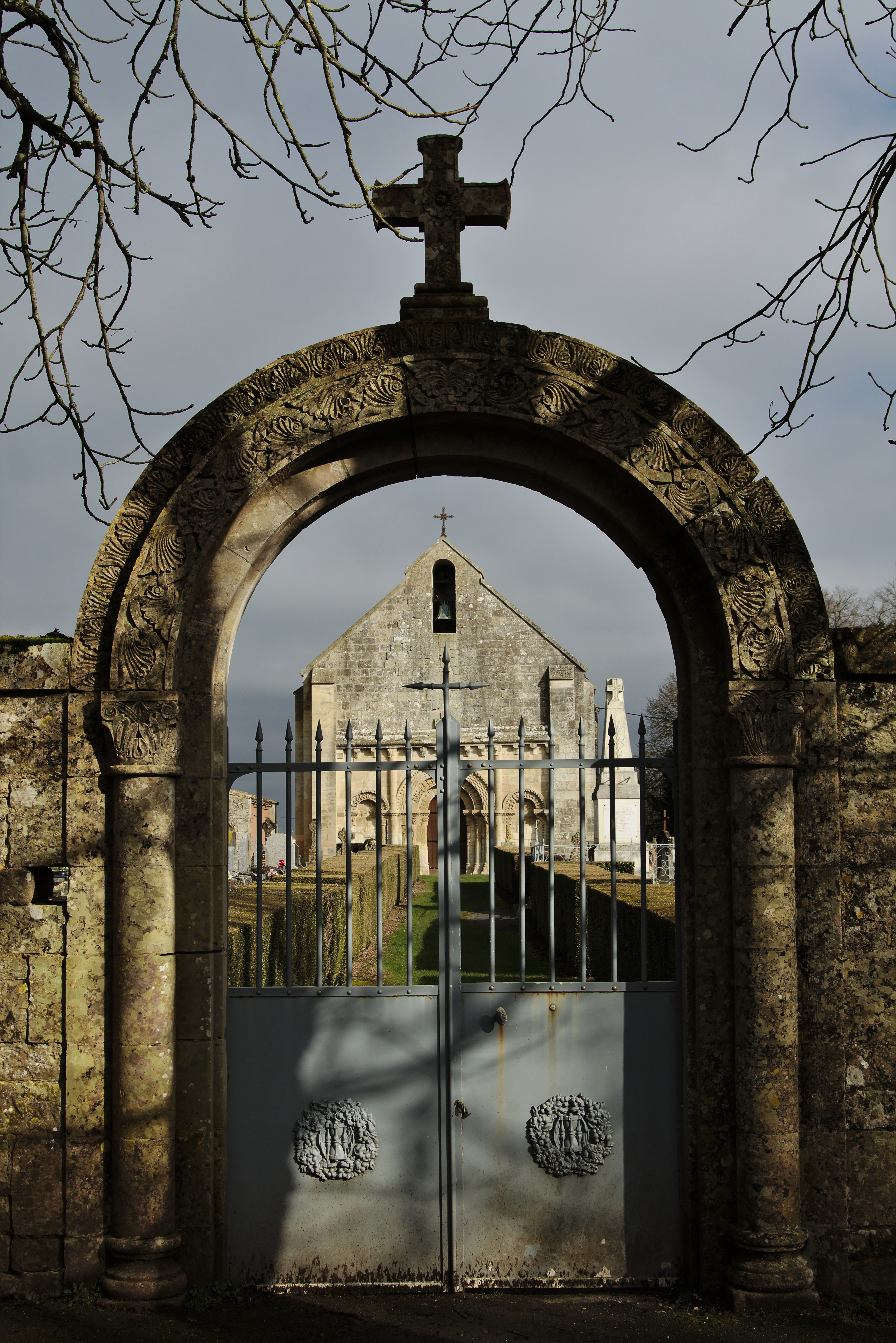
Église Saint-Génard, entrée du cimetière.
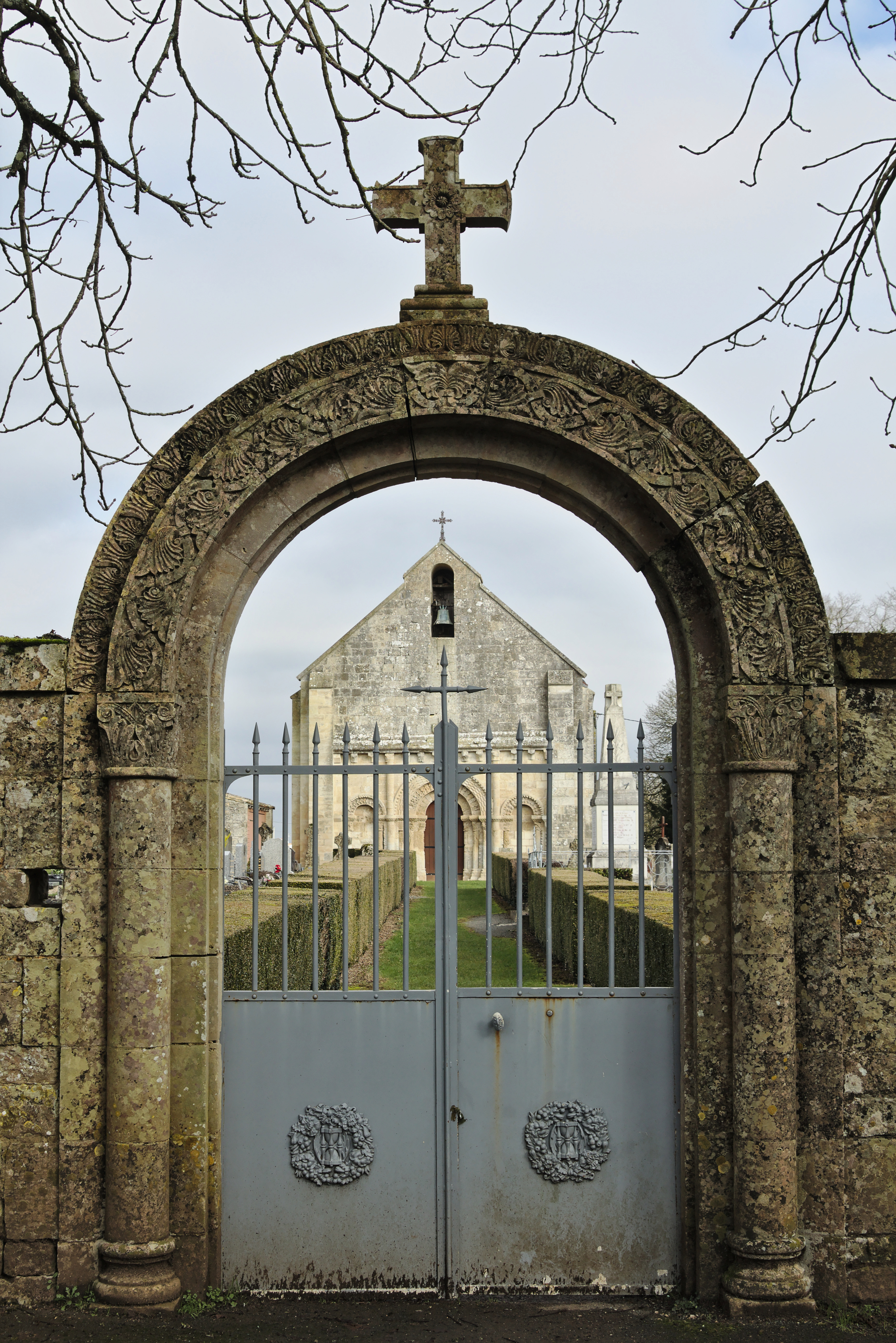
Église Saint-Génard, entrée du cimetière.
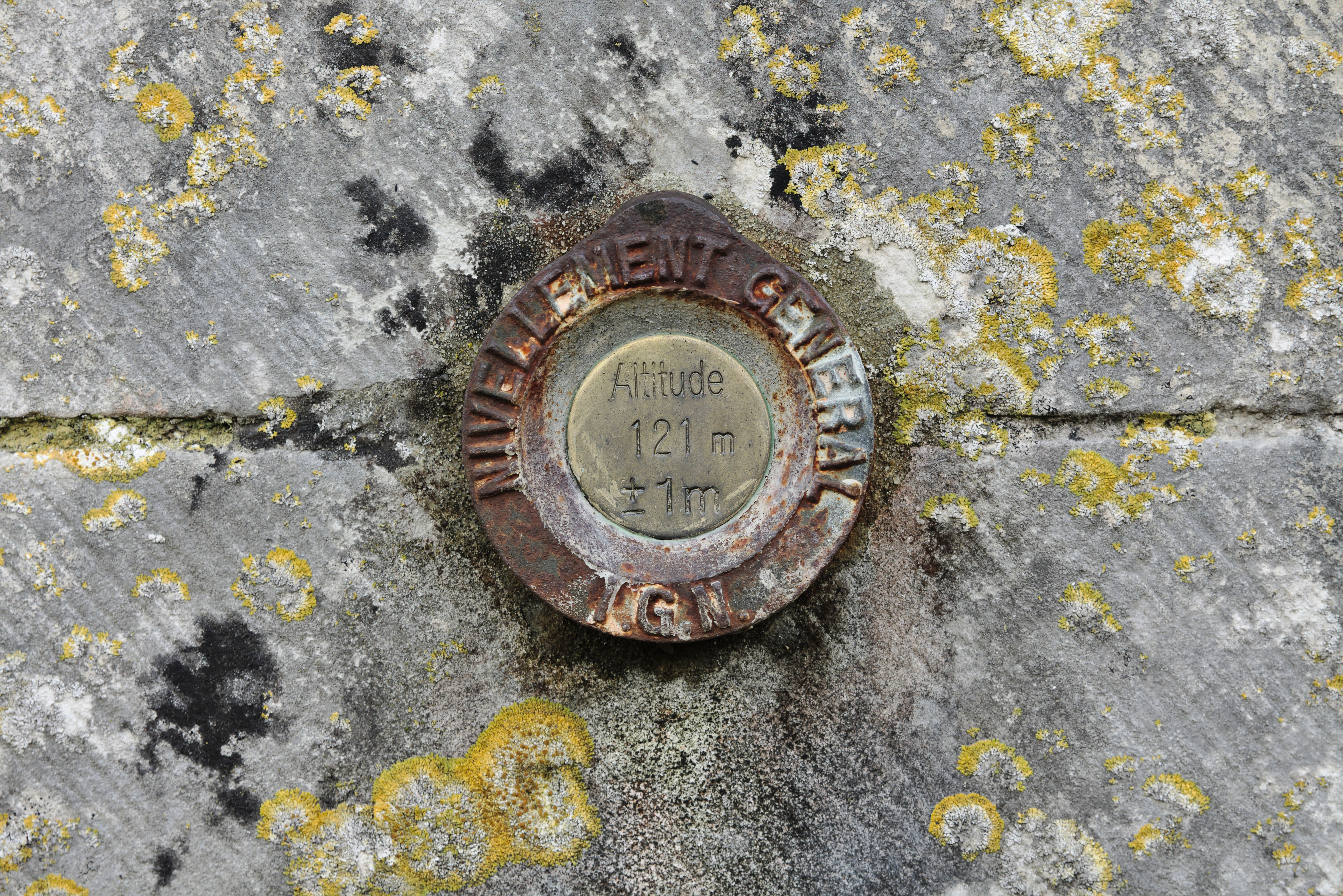
Église Saint-Génard, repère de nivellement.
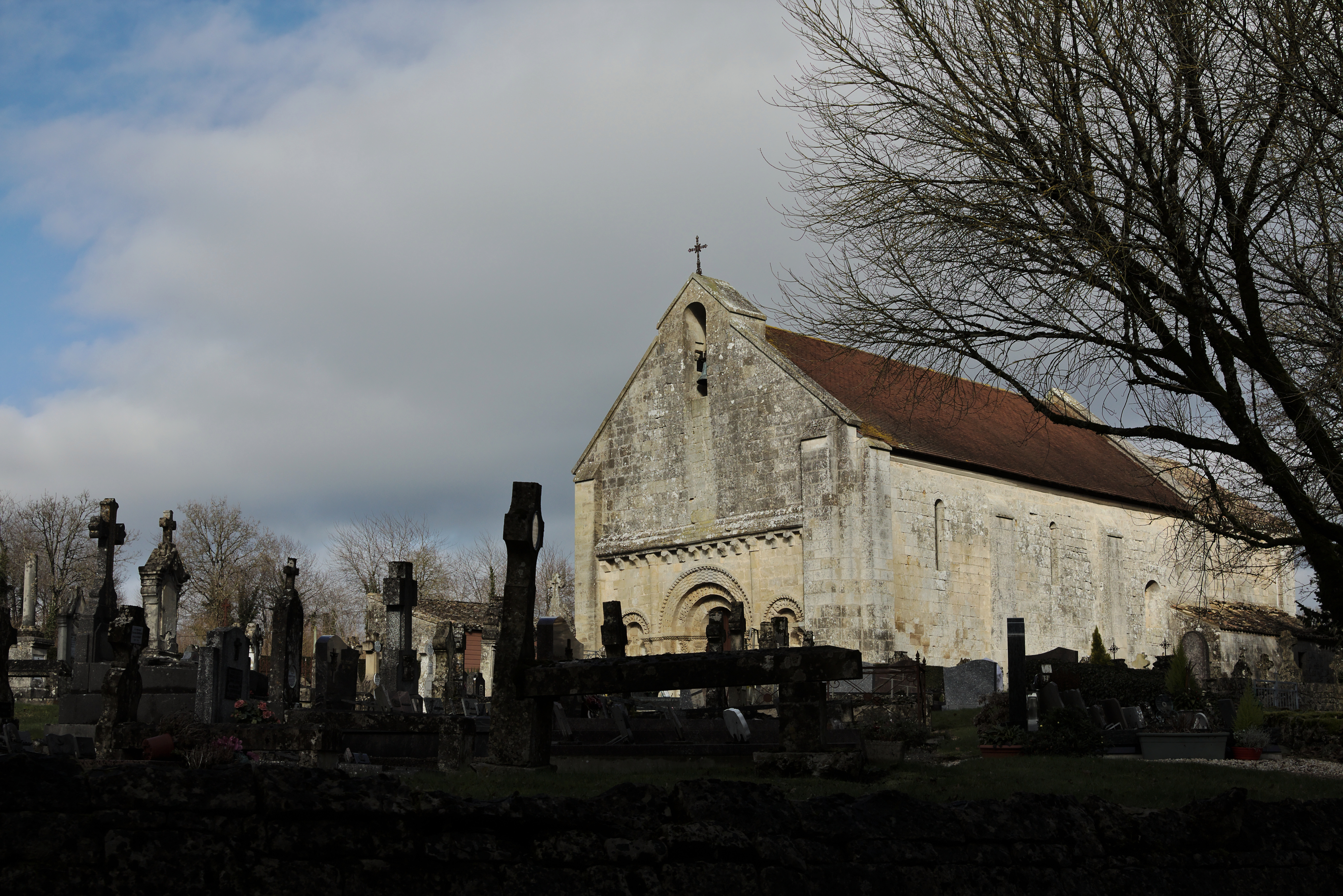
Église Saint-Génard.
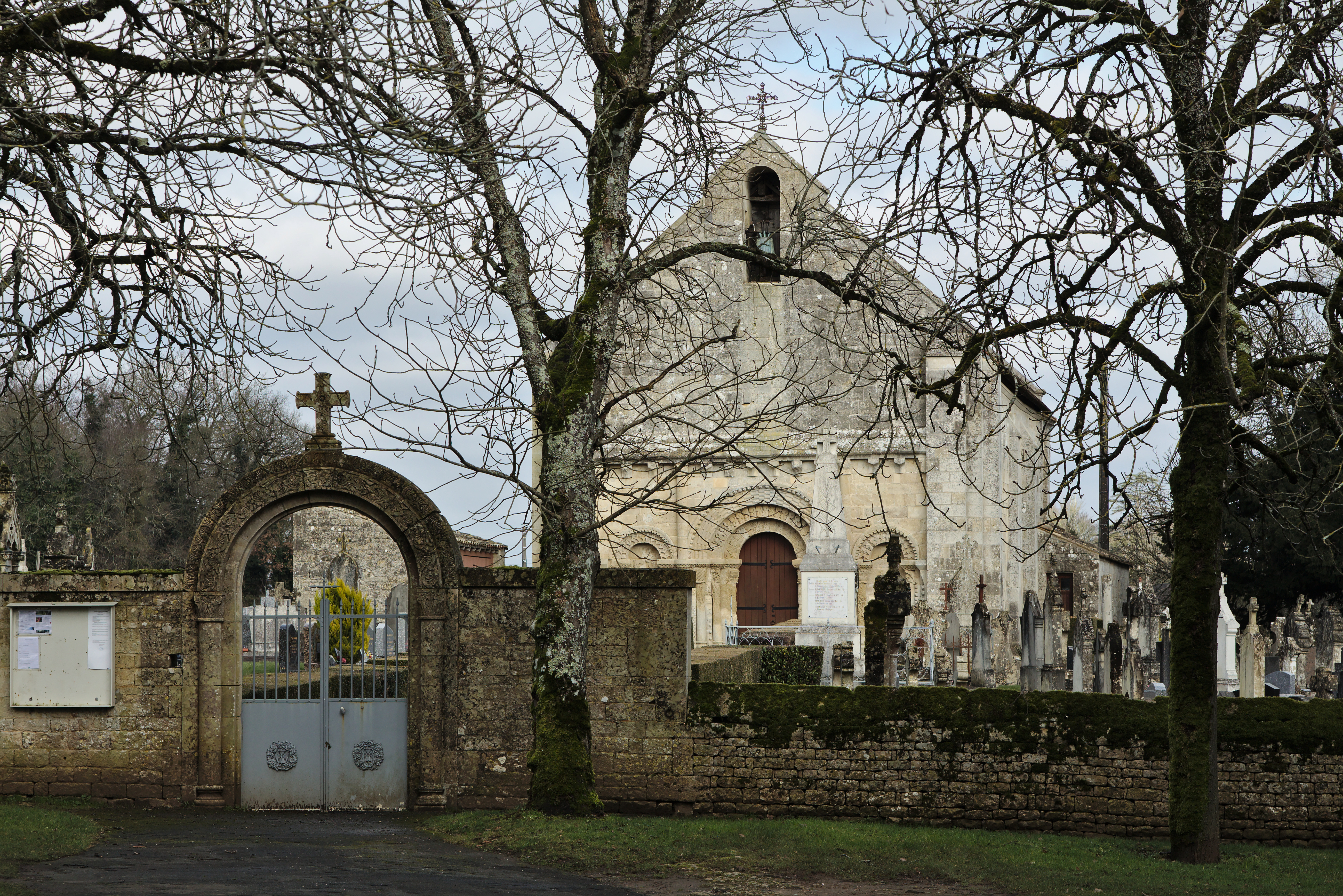
Église Saint-Génard.

## Personnalités liées à la commune
- Selon plusieurs généalogies familiales, Saint-Génard serait le berceau du premier Gendron parti pour le Canada. Ainsi, une famille Gendron du Québec aurait René Gendron comme descendant issu de Saint-Génard vers 1640.
- Pierre de le Coste - Messelière (1894-1975) habitait le Château des Ouches.
Célèbre helléniste français, il découvrit un trésor en 1939 lors de ses fouilles à Delphes, près du temple des Alcméonides en Grèce.
Découvertes 1939.